# MESA
MESA International (англ. Manufacturing Enterprise Solutions Association) — всемирная некоммерческая ассоциация разработчиков, системных интеграторов, экспертов и пользователей решений для промышленных предприятий (решений MES).
MESA является разработчиком руководящих документов и рекомендаций, содержащих новые подходы и ориентиры для улучшения управления производством, облегчающих деятельность по разработке, внедрению и использованию MES.
В России ассоциация MESA представлена российской рабочей группой.

## История и общая информация
Ассоциация MESA International была основана в 1992 году с названием Manufacturing Execution System Association как ассоциация поставщиков и пользователей MES-систем, одной из основных целей на момент создания было информирование производителей о системах отслеживания выполнения заказов на производстве.
В 2001 году ассоциация сменила своё название на Manufacturing Enterprise Solutions Association, чтобы показать, что область интересов ассоциации включает всё программное обеспечение, используемое на производстве. Целью ассоциации стал обмен передовым опытом и инновационными идеями для распространения знаний о решениях в области оперативного управления производственными предприятиями.
В 2008 году ассоциация сменила свой девиз с «Driving Manufacturing Excellence» на «Driving Operations Excellence».
На данный момент в Ассоциацию входят более 1000 компаний и 4000 индивидуальных участников из 78 стран. Примерный географический состав участников ассоциации: 50% — США, 24 % — Европа, 16 % — Азиатско-Тихоокеанский регион. Число участников из России пока незначительно (менее 100).

## Современное состояние
На сегодняшний день свою миссию ассоциация определяет так:
MESA — лучший выбор для профессионалов, заинтересованных в применении инновационных подходов в управлении производственной деятельностью. Наши региональные рабочие группы, конференции и образовательные форумы:
- Дают возможность участникам общаться друг с другом, обмениваться знаниями и опытом по внедрению передовых методов управления производством.
- Являются источником информационных материалов, описаний, руководств, отчётов об исследованиях, вебкастов и других ресурсов, способствующих обучению и передаче знаний.
- Дают возможность использовать опыт наиболее удачных внедрений, позволяющих увеличить эффективность и прибыльность производства.

### Организационная структура ассоциации

#### Руководство
Общее руководство ассоциацией осуществляет международный совет директоров, который возглавляет Джон Дик (John Dyck). В Европе действует Европейский совет директоров, в чью сферу ответственности входит так же Азия и Ближний восток. В отдельных странах деятельность ассоциации ведётся через региональные рабочие группы, оперативное руководство осуществляется руководителем соответствующей группы.

#### Региональные рабочие группы
Список стран и регионов, в которых присутствуют активно действующие региональные рабочие группы:

| - Великобритания - Нидерланды/Бельгия - Австралия | - Ирландия - Россия - Китай | - Южная Корея - Бразилия - Индия | - Ближний Восток - Южная Африка - Израиль |

Региональные группы действуют ещё в ряде стран, но их деятельность носит эпизодический характер.

#### Тематические комитеты
В рамках ассоциации действуют несколько выделенных направлений для работы, т. н. комитеты, каждый из которых ведёт работы в определённой сфере профессиональной деятельности:
- Рабочие группы по системе показателей
- Рабочая группа по стратегическим инициативам
- Специальная группа по интересам: непрерывное производство
- Комитет по решениям для нефтегазовой отрасли
- Технический комитет
- Комитет по организации веб-сайта
- Комитет по маркетингу
- Комитет по привлечению участников

### Основные направления исследований

Ассоциация является автором «Функциональной модели MES», включающей основные функции систем класса MES. Первоначально (по модели 1997 года) она включала 11 функций, в 2004 году их число было сокращено до 8:
1. Контроль состояния и распределение ресурсов (RAS)
2. (удалено в модели 2004 года) Оперативное/Детальное планирование (ODS)
3. Диспетчеризация производства (DPU)
4. (удалено в модели 2004 года) Управление документами (DOC)
5. Сбор и хранение данных (DCA)
6. Управление персоналом (LM)
7. Управление качеством продукции (QM)
8. Управление производственными процессами (PM)
9. (удалено в модели 2004 года) Управление производственными фондами (техобслуживание) (MM)
10. Отслеживание истории продукта (PTG)
11. Анализ производительности (PA)

Так же в 2004 году ассоциация предложила функциональную модель для объединённого производства c-MES.
В соответствии с предложенной ассоциацией функциональной моделью MES, выделяется несколько уровней: производственные операции на нижнем уровне, бизнес-операции на среднем, а вершиной всего является набор методических рекомендаций по организации производства в целом. В 2008 году ассоциация провела соответствующие исследования в этом направлении, выделила пять стратегических и опубликовала по ним руководящие указания, которые получили названия «Стратегические инициативы». Это:
- Бережливое производство (англ. Lean Manufacturing)
- Качество и соответствие требованиям регулирующих органов (англ. Quality and Regulatory Compliance)
- Управление жизненным циклом продукта (англ. Product Lifecycle Management)
- Предприятие в реальном времени (англ. Real-Time Enterprise)
- Управление активами (англ. Asset Performance Management)

### Цикл международных конференций P2E (Plant-to-Enterprise)

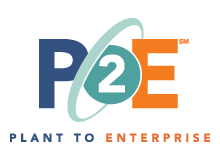

Ежегодно в разных странах проходят конференции, организованные ассоциацией, под общим названием P2E — Plant-to-Enterprise. Конференции проходят как в США (от Чикаго до Бостона и Орландо), так и в Европе. С 2009 года конференция P2E Russia «Enabling Technologies» проходит в России.
Несколько прошедших и планируемых конференций серии:
- 16-18 сентября 2007 года, Орландо (США) — MESA Plant-to-Enterprise Conference «Integration to Innovation»
- 7-8 ноября 2007 года, Утрехт (Нидерланды) — European MESA Plant-to-Enterprise Conference
- 21-23 сентября 2008 года, Орландо (США) — MESA Plant-to-Enterprise Conference «Delivering on Strategies»
- 3-4 ноября 2008 года, Прага (Чехия) — European MESA Plant-to-Enterprise Conference «Delivering on Strategies»
- 22-23 октября 2009 года, Москва (Россия) — Russia MESA Plant-to-Enterprise Conference «Enabling Technologies»
- 27-28 октября 2009 года, Утрехт (Нидерланды) — European MESA Plant-to-Enterprise Conference «Survive to Thrive»
- 21-23 июня 2010 года, Дирборн (США). MESA North American Plant-to-Enterprise Conference «Unlocking Your Operations Potential»
- 9-10 ноября 2010 года, Дюссельдорф (Германия). European MESA Plant-to-Enterprise Conference
- 9-11 декабря 2010 года, Санкт-Петербург (Россия) — Russia MESA Plant-to-Enterprise Conference
- 9-10 ноября 2011 года, Утрехт (Нидерланды) — European MESA Plant-to-Enterprise Conference
- 19-21 сентября 2011 года, Орландо (США) — MESA Plant-to-Enterprise Conference
- 17-18 октября 2011 года, Москва (Россия) — Russia MESA Plant-to-Enterprise Conference

### Материалы ассоциации
Ассоциация регулярно выпускает материалы в виде руководств, т. н. whitepaper, посвящённые различным вопросам, напрямую или косвенно связанных с MES-тематикой. Всего по состоянию на 2009 год выпущено 27 таких руководств.
Ежегодно выпускается обзор MES-систем, в котором по единым критериям сравниваются все более или менее значимые MES-системы, существующие в мире. Российские производители программного обеспечения в обзоре 2009 года отсутствуют.

## Российская рабочая группа

### Цели создания
Цели создания Российской рабочей группы отвечают требованиям ассоциации MESA и направлены на:
- популяризацию вопросов промышленной автоматизации цехового уровня среди широкого круга специалистов;
- распространение знаний MESA о передовых решениях и методологиях в области оперативного управления производственной деятельностью промышленных предприятий;
- помощь промышленным предприятиям России в методологии и организации процесса выбора решений для оперативного управления производственной деятельностью предприятий.

#### Организационное собрание
24 ноября 2008 года в Москве состоялось организационное собрание Российской рабочей группы MESA. На собрании присутствовали представители различных заинтересованных сторон:
- компании-производители MES;
- системные интеграторы, внедряющие MES-решения на российских предприятиях;
- университеты, занимающиеся этой тематикой.

Первым руководителем (основателем) Российской рабочей группы был Александр Тюняткин, с 2010 г. группу возглавляет Игорь Решетников.

### Деятельность
Основные направления деятельности рабочей группы:
- Проведение конференций, симпозиумов и других общественных мероприятий для лучшего понимания и анализа решений оперативного управления производством, обмена инновационными идеями между промышленными предприятиями.
- Перевод и публикация печатных материалов MESA.
- Публикация статей, написанных участниками Рабочей группы.
- Привлечение новых участников в ассоциацию.
- Активное влияние на деятельность MESA через участие в конференциях ассоциации, участие в её комитетах и передачу им опыта российских предприятий.
- Организация обмена опытом внедрения решений с международными компаниями.
- Создание учебного курса по тематике MES для университетов.

#### Мероприятия
Специалисты российской рабочей группы самостоятельно и совместно с другими организациями регулярно проводят обучающие семинары, конференции, пресс-конференции и т. п. Ключевым для ассоциации является проведение российской серии конференций из цикла P2E, проводимых ассоциацией по всему миру уже около 10 лет.

##### Международная научно-практическая конференции «Эффективные технологии управления производством»
22-23 октября 2009 года в Москве прошла первая международная научно-практическая конференция «Эффективные технологии управления производством». Участие в ней приняли более 160 делегатов.
Цель конференции — представить российским предприятиям лучший практический опыт российских и зарубежных компаний в области проектирования, внедрения и использования информационно-управляющих систем производственного уровня.
Основные тематические направления:
- Современные тенденции развития MES.
- MES в дискретном производстве.
- MES в непрерывном производстве.
- Российские MES.
- Управление качеством. Аналитическая поддержка принятия решений.
- PLM-технологии и промышленная стандартизация.

Конференция проходила под патронажем:
- Торгово-промышленная палата России
- Российская академия наук

Конференция позиционируется как ежегодная, вторая конференция прошла 9-11 декабря 2010 года в Санкт-Петербурге, третья — 17-18 октября 2011 г. в Москве.

#### Учебные и популярные материалы

Ассоциация ведёт активное сотрудничество с учебными и научными организациями, участвует в работе со студентами, предоставляет необходимые материалы из базы знаний ассоциации для подготовки курсовых и дипломных работ.

##### Сборник «MES — теория и практика»
В 2009 году начат выпуск серии сборников «MES — теория и практика» с целью предоставить возможность широкому кругу читателей ознакомиться с официальными материалами ассоциации на русском языке. После выпуска брошюра была направлена в библиотеки ряда ведущих учебных центров России.